# Mammillaria flavicentra
Mammillaria flavicentra ist eine Pflanzenart aus der Gattung Mammillaria in der Familie der Kakteengewächse (Cactaceae).

## Beschreibung
Mammillaria flavicentra wächst meist einzeln. Die kugeligen bis zylindrischen Triebe werden bis zu 18 Zentimeter hoch und 9 bis 10 Zentimeter im Durchmesser groß. Die pyramidalen Warzen sind ohne Milchsaft. Die Axillen sind mit Wolle besetzt. Die 4 bis 6 Mitteldornen sind gelblich und 0,5 bis 0,6 Zentimeter lang. Die 22 bis 24 Randdornen sind glasig weiß. Sie werden 0,2 bis 0,4 Zentimeter lang.
Die sehr kleinen roten  Blüten haben einen Durchmesser von 0,3 bis 0,4 Zentimeter. Die keuligen, apikal rosa, darunter weißlich grünen Früchte werden bis zu 1,5 Zentimeter lang. Sie enthalten braune Samen.

## Verbreitung, Systematik und Gefährdung
Mammillaria flavicentra ist in den mexikanischen Bundesstaaten  Oaxaca und Puebla verbreitet.
Die Erstbeschreibung erfolgte 1980 als durch  Roy Mottram. Ursprünglich hatte Curt Backeberg bereits 1963 die Art unter gleichem Namen beschrieben. Da Backeberg keinen Holotyp angegeben hatte, wurde die Beschreibung erst durch Mottram gültig. Nomenklatorische Synonyme sind Mammillaria dixanthocentron var. flavicentra (Backeb. ex Mottram) Repp. (1987) und Mammillaria dixanthocentron subsp. flavicentra (Backeb. ex Mottram) U.Guzmán (2003).
In der Roten Liste gefährdeter Arten der IUCN wird die Art als „Data Deficient (DD)“, d. h. mit keinen ausreichenden Daten geführt.

## Nachweise